# Gian Carlo Grassi
Gian Carlo Grassi (Condove, 14 ottobre 1946 – Monte Bove, 1º aprile 1991) è stato un alpinista e guida alpina italiano.
È stato un pioniere dell'arrampicata su ghiaccio in Italia negli anni ottanta, compiendo molte prime salite fra cascate e goulotte in alta montagna.

## Biografia
Originario della Val di Susa, negli anni settanta fa parte del movimento del "Nuovo Mattino", ambiente in cui frequenta tra gli altri Gian Piero Motti e Danilo Galante. Sono gli anni delle vie d'arrampicata in Valle Orco, sul Caporal e sul Sergent, e dell'arrampicata sui massi erratici della bassa Val di Susa.
Verso la fine degli anni settanta Grassi si appassiona alla nascente scalata delle cascate di ghiaccio e ne diviene presto protagonista. Grassi inoltre riesce a portare la tecnica delle cascate in alta montagna e diviene specialista della salita dei cosiddetti couloir fantasma, canaloni dove solo d'inverno la neve e il ghiaccio creano una via di salita.
In questi anni conosce Gianni Comino e con lui realizza una serie di importanti salite sul massiccio del Monte Bianco. Nel 1978 aprono una nuova goulotte sulla parete nord dell'Aiguille Verte e l'Ypercouloir sulla parete sud delle Grandes Jorasses. Nell'estate del 1979 compiono la salita estremamente pericolosa di due seracchi: il 4 luglio il seracco del Col Maudit e l'11 agosto quello a sinistra della Poire. Ed è proprio su un seracco che pochi mesi dopo, Gianni Comino, appena ventottenne, perde la vita. Il 28 febbraio 1980, dopo un approfondito studio delle condizioni del terreno, Comino tenta in solitaria la salita del seracco di destra della Poire, ma verso l'uscita un crollo di ghiaccio lo fa precipitare.
Dopo la scomparsa di Comino Grassi continua la sua attività di esplorazione su ghiaccio salendo nuove cascate in tutto il Piemonte e la Valle d'Aosta: in Valle Orco, Valli di Lanzo, Val di Susa, Val Varaita e Val di Cogne. Nel 1983 apre con Isidoro Meneghin una nuova via sul Monte Rosa, lungo il Pilastro Vincent m.4050 in uno tra i settori più selvaggi della parete valsesiana del Monte Rosa. Valutata TD-. 
Scala anche all'estero: California, Canada, Ande, Patagonia, Himalaya. Nel 1984 con Renato Casarotto e Guido Ghigo sale Pomme d'Or nel Quebec (180 metri di stalattite), Polar Circus e Slipstream (cascata di 900 metri) nelle Montagne Rocciose Canadesi. Nel 1985 con Mauro Rossi ripete la via Supercanaleta al Fitz Roy.
L'alpinista all'inizio degli anni Ottanta del Novecento censì e descrisse nel libro Sassismo spazio per la fantasia  moltissime vie sui massi erratici della bassa Valle di Susa.
A quarantaquattro anni, ancora nel pieno della sua attività alpinistica, Grassi perde la vita il 1º aprile 1991 dopo aver salito la cascata di ghiaccio Torre di Luna sul Monte Bove, nei Monti Sibillini, per il distacco di una cornice di neve.
Nel 2011 gli viene dedicato il nuovo Bivacco Giuseppe Lampugnani al colle Eccles (Monte Bianco).

## Salite sulle Alpi

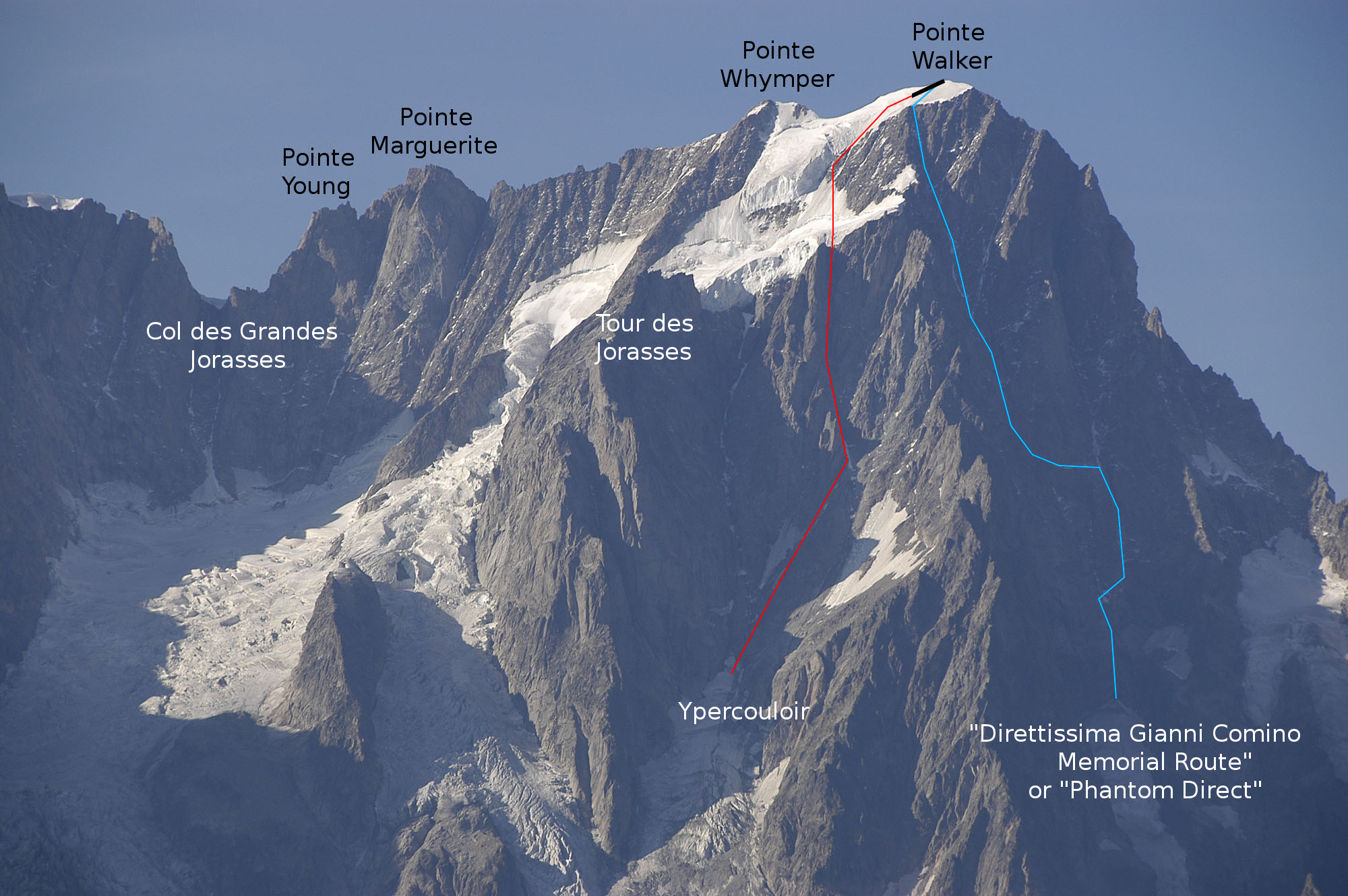
La parete sud delle Grandes Jorasses con le vie Ypercouloir del 1978 e Direttissima del 1985

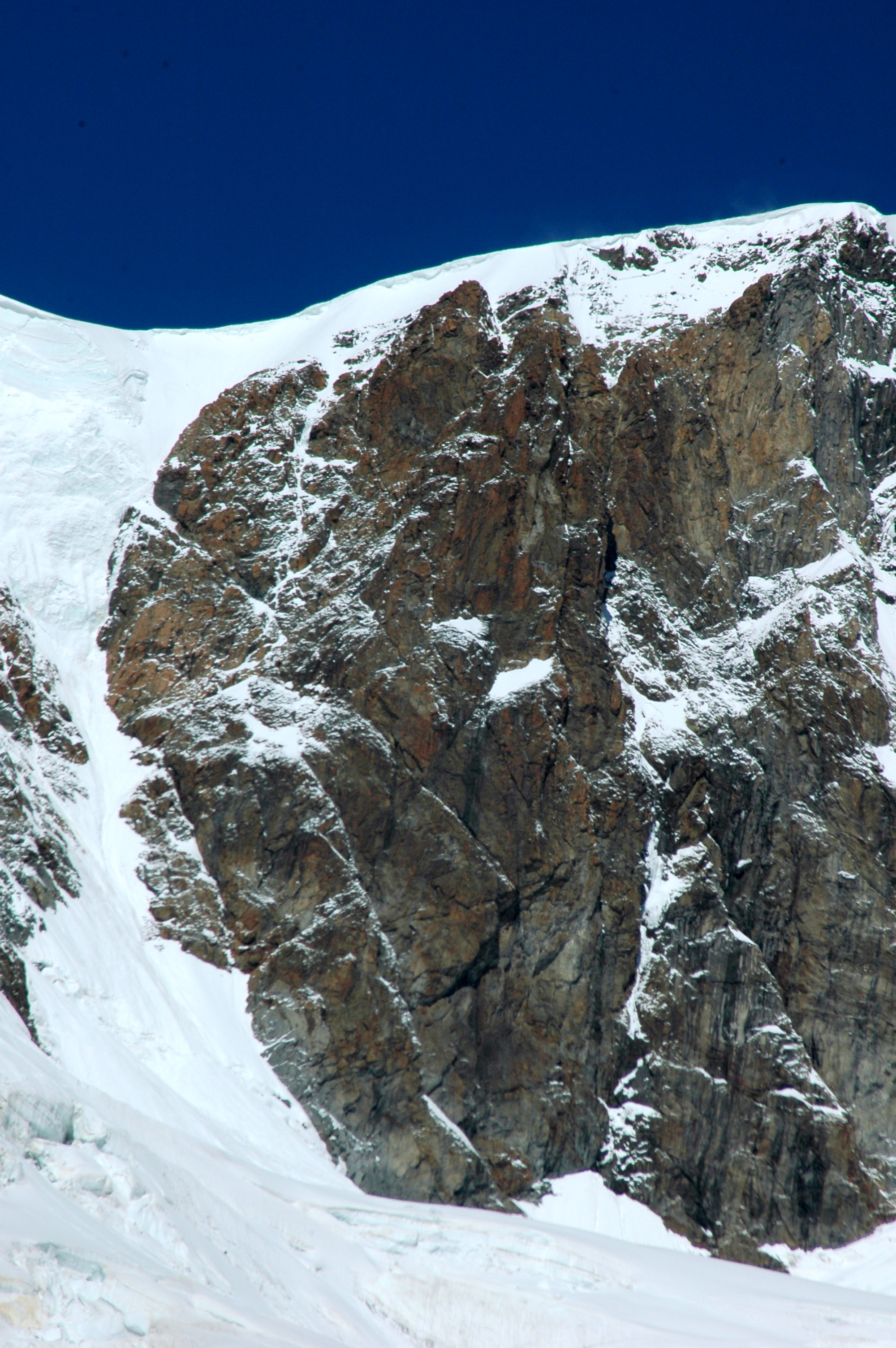
parete valsesiana del Monte Rosa, Pilastro Vincent m.4050

Nel seguente elenco sono riportate alcune delle salite più significative di Gian Carlo Grassi sulle Alpi.
- Via Grassi-Re - Becco Meridionale della Tribolazione - 6 ottobre 1968 - Prima salita con Alberto Re, 250 m/VI+[4]
- Via del Naso - Bec di Mea - gennaio 1969 - Prima salita con Gian Piero Motti, 170 m,5c/A1[5]
- Sole Nascente - Caporal - 18 aprile 1973 - Prima salita con Mike Kosterlitz e Gian Piero Motti
- Cannabis Rock - Sergent - 1973 - Prima salita con Danilo Galante
- Goulotte Comino-Grassi-Casarotto - Aiguille Verte - 18 luglio 1978 - Prima salita con Gianni Comino e Renato Casarotto, parte nord, 1000 m IV/4+[6]
- Ypercouloir Grassi-Comino - Grandes Jorasses - 20 agosto 1978 - Prima salita con Gianni Comino, parete sud[1]
- Via del Gran Diedro - Monte Maudit/Spalla sud-ovest - 26-27 agosto 1978 - Prima salita con Giovanni Groaz[7]
- Seracco del Col Maudit - Col Maudit - 4 luglio 1979 - Prima salita con Gianni Comino, 350 m V/5-6[8]
- Seracco a sinistra della Poire - Monte Bianco/Brenva - 11 agosto 1979 - Prima salita con Gianni Comino[9]
- Goulotte Comino-Grassi - Col Maudit - 2 settembre 1979 - Prima salita con Gianni Comino, 300 m III/4[10]
- Goulotte Grassi-Bernardi o Del Gran Diedro - Roccia Nera - 1980 - Prima salita con Marco Bernardi, 500 m, V/5[11]
- Goulotte Grassi - Ailefroide Occidentale - 3 luglio 1980 - Prima salita con Renzo Luzi e Franco Salino, parete nord-ovest, 730 m/TD+.[12]
- Cascata del Freney - Monte Bianco - 3 settembre 1980 - Prima salita con Marco Bernardi e Renzo Luzi[13]
- Emeraude de droite - Ailefroide Orientale - 14 marzo 1982 - Prima salita con Carlo Stratta, 450 m/TD[14]
- Via Grassi-Meneghin - Picco Gugliermina - 23 luglio 1982 - Prima salita con Isidoro Meneghin, 650 m/VI-/TD+[15]
- Goulotte Grassi-Tessera - Monte Ferra - 16 marzo 1983 - Prima salita con Enrico Tessera, 350 m, IV/4[16]
- Pilastro Vincent per lo spigolo sud-est - parete valsesiana del Monte Rosa - 13 luglio 1983 - Prima salita con Isidoro Meneghin, 350 m/V+/TD-
- Via Casarotto-Grassi - Pic Tyndall - 29 settembre 1983 - Prima salita con Renato Casarotto, 1300 m/ED.[17]
- Filo di Arianna - Monte Maudit/Spalla nord-est - 5 luglio 1984 - Prima salita con A. Faré e C. Longhi[18]
- Via Grassi-Meneghin - Col Maudit/Pilastro di sinistra dei Tre Gendarmi - 19 agosto 1984 - Prima salita con Isidoro Meneghin[19]
- Lacrima degli Angeli - Col Maudit - 5 febbraio 1985 - Prima salita con Carlo Stratta, 350 m III/5[10]
- Direttissima Gianni Comino Memorial Route o Phantom Direct - Grandes Jorasses - 19 giugno 1985 - Prima salita con Renzo Luzi e Mauro Rossi, 1400 m m, VI/6, la via è rimasta irripetuta per 25 anni fino al 2010[20]
- Overcouloir - Monte Maudit - 13 ottobre 1986 - Prima salita con Nello Margaria e Angelo Siri, 700 m, IV/5[21]
- Goulotte Valeria - Petit Capucin - 26 giugno 1987 - Prima salita con Valeria Rudatis, 400 m III/4[22]
- Via Grassi-Ghirardi-Barus - Monte Bianco/Quota 3095 metri - 13 settembre 1990 - Prima salita con M.Ghirardi e F.Baraus, ultima via di Grassi aperta sul Monte Bianco[23]

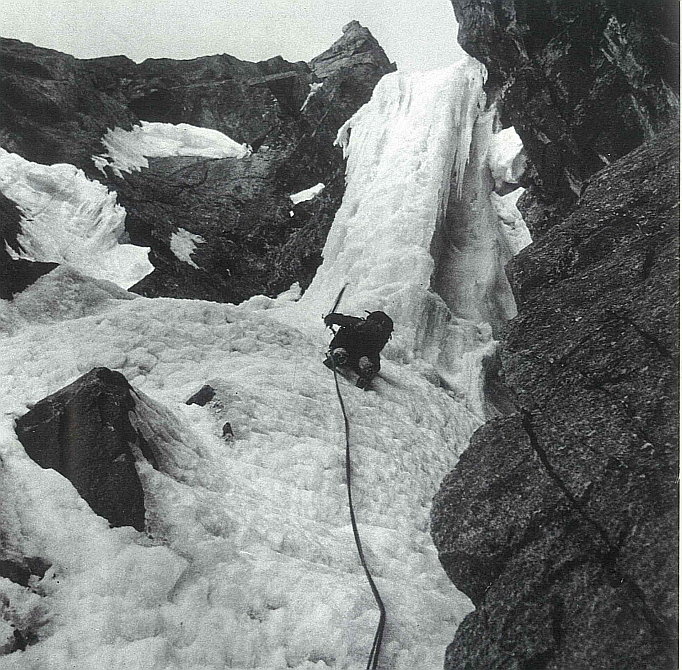
L'Ypercouloir, la goulotte aperta da Grassi e Comino nel 1978 sulla parete sud delle Grandes Jorasses. Nella foto, scattata da Grassi, Comino impegnato sul secondo salto.

## Cascate di ghiaccio
Nel seguente elenco sono riportate alcune delle cascate più significative salite da Gian Carlo Grassi.
- Balma Fiorant - Valle dell'Orco - 1979 - Prima salita con Gianni Comino, 160 m I/4[24]
- Cascata Pian dei Morti - 1981 - Val d'Ala - Prima salita con E. Cavallo, III/4+,5[25]
- Cold Couloir - 20 dicembre 1985 - Val di Cogne - Prima salita con Nello Margaria, 600 m IV/4+[26]
- Lillaz Gully - Val di Cogne - gennaio 1986 - Prima salita con Nello Margaria, 200 m II/4[27]
- L'altro volto del pianeta - Valle Argentera - 26 gennaio 1986 - Prima salita con Nello Margaria, II/5, prima cascata di difficoltà ED+ delle Alpi Occidentali[28]
- Dies Irae - 1988 - Val Troncea - Prima salita con Sergio Rossi e Piero Marchisio, 100 m V/6 ED+[29]
- Il Cero di Natale - Valle di Viù - 24 dicembre 1988 - Prima salita con Elio Bonfanti, Fulvio Conta e Angelo Siri, IV/5[30]
- Repentance Super - Val di Cogne - 2 marzo 1989 - Prima salita con François Damilano e Fulvio Conta, 220 m III/5+, la più difficile della Val d'Aosta in quel momento[31]
- Un giorno di ordinaria Follia - Satanik Pencil - Valle di Viù - 1989 - Prima salita con Sergio Rossi, II/5[32]

## Filmografia
- L'uomo dal Giardino di Cristallo, regia di Angelo Siri (2009)[33]

### Libri di Gian Carlo Grassi
- Gian Carlo Grassi, Sassismo spazio per la fantasia  Arrampicate sui massi erratici della Valle di Susa, CAI sezione di Torino, 1982
- Gian Carlo Grassi, 100 scalate su cascate di ghiaccio, Gorlich - Istituto Geografico De Agostini, Novara, 1983
- Gian Carlo Grassi, Arrampicata in Valle Susa, Ghibaudo, 1986
- Gian Carlo Grassi, Gran Paradiso e Valli di Lanzo, Zanichelli, 1986
- Gian Carlo Grassi, 90 Scalate su guglie e monoliti, Gorlich, 1987
- Gian Carlo Grassi, Sogno di Sea, 1988
- Gian Carlo Grassi, Ghiaccio dell'Ovest, Associazione Guide Alpine Piemontesi, Club Alpino Italiano, 1989